# Complete Recordings of Charlie Parker with Lennie Tristano
Complete Recordings of Charlie Parker with Lennie Tristano ist ein Jazzalbum von Charlie Parker und Lennie Tristano. Das Album umfasst 24 Mitschnitte, die aus fünf Aufnahmesessions zwischen 1947 und 1951 stammen. Die Aufnahmen erschienen 2006 auf Definitive Records. Die Zusammenstellung enthält alle Mitschnitte aus Rundfunksendungen und Studioaufnahmen der Metronome All-Stars, an denen Charlie Parker und Lennie Tristano gemeinsam teilgenommen haben.

## Hintergrund
Diese CD versammelt die gesamte Musik, die Parker und Tristano in gemeinsamen Sessions aufgenommen haben. Die meisten davon wurden für den Radiosender Mutual Broadcast Network in New York City veranstaltet. Darüber hinaus gibt es ein Duett von Bird und Tristano, das 1951 im Haus des Pianisten aufgenommen wurde.
Das Album enthält weiterhin zwei Klaviertrios ohne Mitwirkung Parkers und einen Titel mit Fats Navarro, der Dizzy Gillespie ersetze, mit der jungen Sängerin Sarah Vaughan. Bei der Studiosession der Metronome All Stars von 1949 spielte eine elfköpfige Band mit vielen kurzen Soli zwei Stücke; die drei Takes von „Victory Ball“ stammen von einer kleineren Gruppe und präsentieren Charlie Parker, wie er eine Melodie spielt, die von Tristano geschrieben wurde. Bei dieser Studioaufnahme der in der Leserumfrage der Zeitschrift Metronome identifizierten Musiker in den New Yorker RCA-Studios, unter der Leitung von Pete Rugolo, behauptete Parker, trotz eines fotografischen Gedächtnisses und eines musikalischen Intellekts, absichtlich, Probleme mit einem Stück ohne Titel zu haben, das Rugolo speziell für diesen Anlass komponiert hatte. Er tat dies zum Nutzen aller, da die Musiker stundenweise bezahlt wurden. Aus diesem Grund wurde Rugolos Komposition, die hier in zwei Versionen zu hören ist, „Overtime“ getauft. Zu den Raritäten gehören die ersten beiden Mitschnitte, bei denen Parker 1947 mit einem Tonbandgerät bei Tristano zuhause aufgenommen wurde. Bei diesen Titeln spielte zudem Kenny Clarke mit dem Besen auf einem Telefonbuch.

## Titelliste

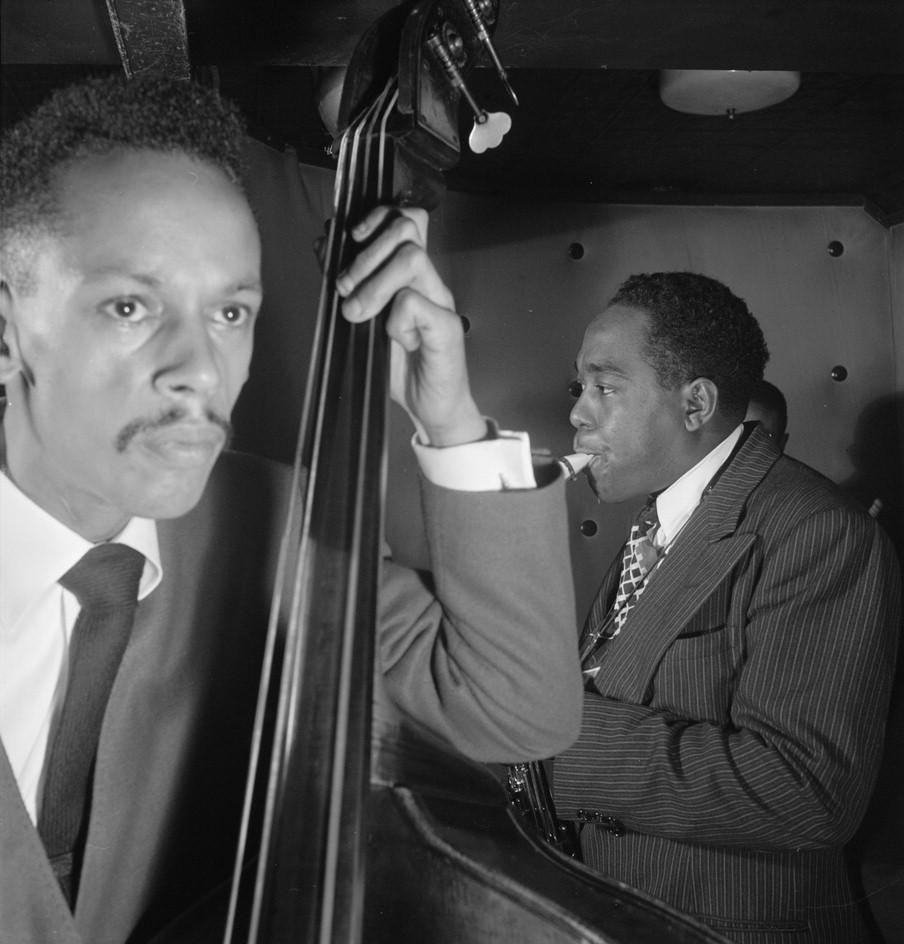
Tommy Potter, Parker und Max Roach (verdeckt), Auftritt im New Yorker Jazzclub Three Deuces, ca. November 1946.
Fotografie von William P. Gottlieb.

- Charlie Parker with Lennie Tristano: Complete Recordings (Definitive Records DRCD 11289)[5]
  1. All of Me (Gerald Marks, Seymour Simons) 3:37
  2. I Can’t Believe That You’re in Love with Me (Clarence Gaskill, Jimmy McHugh) 4:23
  3. Ko Ko (Theme) (Charlie Parker) 1:12
  4. Hot House (Tadd Dameron) 5:13
  5. I Surrender Dear (Bing Crosby, Gordon Clifford, Harry Barris) 3:06
  6. Fine and Dandy (Kay Swift, Paul James) 3:25
  7. Ko Ko (Theme) (Charlie Parker) 1:09
  8. Medley: On the Sunny Side of the Street (Dorothy Fields, Jimmy McHugh) / 52nd Street Theme (Thelonious Monk) 3:24
  9. How Deep Is the Ocean? (Irving Berlin) 3:02
  10. Tiger Rag (Nick LaRocca) 3:51
  11. 52nd Street Theme (Thelonious Monk) 0:46
  12. 52nd Street Theme (Thelonious Monk) 2:15
  13. Donna Lee (Charlie Parker, Miles Davis) 2:42
  14. Fats Flat/Hot House (Fats Navarro, Tadd Dameron) 2:43
  15. Everything I Have Is Yours (Burton Lane, Harold Adamson) Solist: Fats Navarro, Gesang: Sarah Vaughan 3:06
  16. Tea for Two (Irving Caesar, Vincent Youmans) Solist: John LaPorta 2:44
  17. Don’t Blame Me (Dorothy Fields, Jimmy McHugh) 3:13
  18. Groovin’ High (Charlie Parker, Dizzy Gillespie) Solist: Allen Eager 3:10
  19. Medley: Ko Ko (Parker) / Anthropology (Parker) 6:18
  20. Overtime (Short Take) (Pete Rugolo) 3:07
  21. Overtime (Long Take) (Pete Rugolo) 4:32
  22. Victory Ball (Short Take 1 - Rare) (Lennie Tristano) 2:39
  23. Victory Ball (Short Take 2) (Lennie Tristano) 2:40
  24. Victory Ball (Long Take) (Lennie Tristano) 4:12

## Diskographische Hinweise
Die ersten beiden Titel, All of Me und I Can’t Believe That You’re in Love with Me  entstanden im Haus von Tristano in New York im August 1951; die Titel 3 bis 11 (präsentiert als „Barry Ulanov and His All Star Metronome Jazzmen“) wurden für den Rundfunksender US Treasury Radio Broadcast bei Mutual Network, New York, am 13. September 1947 (3–6) und am 20. September 1947 (7–19) für die Sendereihe Bands For Bonds mitgeschnitten. Die Stücke mit den Metronome All Stars unter Leitung von Pete Rugolo (20–24) entstanden in New York am 3. Januar 1949. Tea for Two ist ein Titel, in dem am 8. November 1947 John LaPorta (statt Charlie Parker) mit dem Lennie Tristano Quartett (mit Billy Bauer, Tommy Potter und Buddy Rich) spielte.
Die Aufnahmen von 1951, All of Me und I Can’t Believe That You’re in Love with Me, wurden von Clint Eastwood in Bird, seinem filmischen Porträt von Charlie Parker aus dem Jahr 1988, verwendet, wobei jedoch Parkers Solo digital isoliert, Tristanos Teil herausgeschnitten und eine neue Rhythmusgruppe hinzugefügt wurde.

## Rezeption
Nach Ansicht von Derek Ansell (Jazz Journal) waren Parker und Tristano in ihren Ansätzen zur modernen Improvisation sehr unterschiedlich, aber diese Mitschnitte würden beweisen, dass sie bei Gelegenheit gut zusammenarbeiten konnten und es auch getan haben. Fasziniert seien die beiden Duette durch die Art und Weise, wie Tristanos einzigartige Akkorde Parker oft erfolgreich in verschiedene Richtungen abheben ließen.

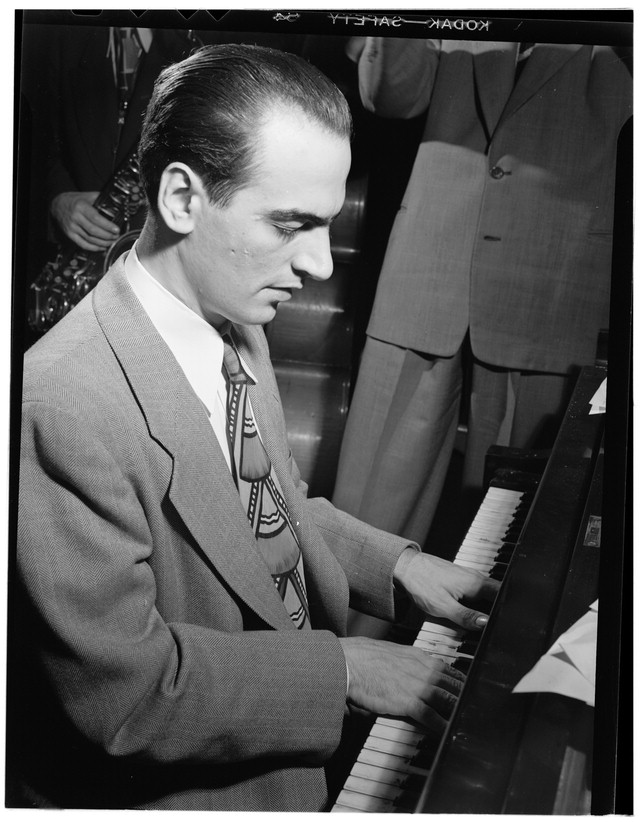
Lennie Tristano, ca. 1947.
Fotografie von William P. Gottlieb.

Nach Ansicht von Greg Thomas, der das Album in All About Jazz rezensierte, sei Bird der unbestrittene Star jeder dieser Sessions: Seine glühenden, sanften Läufe winden sich nach Belieben in die Veränderungen hinein und aus ihnen heraus, sein massives Gefühl wird durch rhythmischen Einfallsreichtum und technische Majestät in jedem Tempo dramatisch gewichtet. Ob es Ko Ko, Donna Lee, Groovin’ High sei, How Deep Is the Ocean oder eine „modernistische“ Rarität, der Tiger Rag, Bird sei überragend. Tristano habe der bereits fortschrittlichen Klangpalette des Bebop eine noch harmonischere Raffinesse hinzugefügt, schrieb Thomas, indem er Elemente aus der europäischen klassischen Musik des 20. Jahrhunderts einbezog. Wie Bud Powell spielte und komponierte er mit langen, Bläser-artigen Linien, sehr oft mit kontrapunktischen Figuren, die von Melodieinstrumenten gespielt wurden. Obwohl ihm angeblich die Emotionen gefehlt haben sollen, sei er in diesen Sessions unter den „Hot“-Spielern des Tages zu Hause.
Brian Priestley schrieb in Jazzwise, Parker und Tristano waren mit Ausnahme der beiden Duette und der letzten drei Tracks Parker und der Pianist trotz ihrer gegenseitigen Bewunderung meist nicht gleichberechtigt dargestellt. Der Grund dafür sei, dass der Großteil dieses Materials aus All-Star-Sessions bestehe, die keinem von beiden einen großen Gefallen getan haben. Die berühmten Live-Sendungen von 1947 hätten den damals bedeutenden Kampf zwischen Anhängern von Bebop und Trad Jazz genutzt, wobei sich eine Gruppe von Musikern jedes Genres abwechselte – nur die Bopper sind hier enthalten – und die Bebop-Gewinner nach dem Sieg in die Runde zurückkehrten. Ihr einziges gemeinsames Stück war immer die ziemlich bizarre Parker-Gillespie-Adaption von Tiger Rag, aber das Programm sei insgesamt ziemlich inkohärent gewesen.
Der Rezensent Arwulf Arwulf verlieh dem Album in AllMusic viereinhalb Sterne.